# Valerio Bacigalupo
Valerio Bacigalupo (* 12. März 1924 in Vado Ligure; † 4. Mai 1949 in Superga) war ein italienischer Fußballspieler auf der Position des Torhüters.

## Karriere

### Vereine
Er begann bei Savona 1907 FBC und ging anschließend zum CFC Genua. Dort blieb er nur kurze Zeit und wechselte zur legendären AC Turin. Das Team galt als beste Mannschaft Italiens und stellte auch den Großteil der italienischen Nationalmannschaft. Mit Turin gewann er die Meisterschaft viermal hintereinander.
Bacigalupo älterer Bruder Manlio Bacigalupo spielte auch als Profifußballer.

### Nationalmannschaft
Während seiner Zeit bei der AC Turin kam er zu fünf Einsätzen in der italienischen Fußballnationalmannschaft.

## Tod
Nachdem die AC Turin nach 1:1 in Bari als italienischer Meister 1948/49 feststand, arrangierte Präsident Ferruccio Novo ein Freundschaftsspiel in Lissabon gegen Benfica. Auf dem Rückweg kollidierte das Flugzeug, das die Mannschaft des Grande Torino wieder in die Heimat transportierte, bei starkem Nebel mit einem Felsen auf dem Wallfahrtshügel Superga nahe Turin. Alle Insassen starben bei dem Unfall, darunter Spieler und Betreuer der AC Turin. Auch Bacigalupo starb an jenem 4. Mai 1949, er wurde 25 Jahre alt. Einzig Sauro Tomà war nach dem Unfall noch von der großen Torino-Mannschaft übrig, da er aufgrund einer Verletzung nicht mitgeflogen war.
In seiner ligurischen Heimat in Savona erhielt das 1959 eröffnete Stadion des Savona 1907 FBC den Namen Stadio Valerio Bacigalupo.

## Erfolge
AC Turin
- Italienischer Meister (4): 1945/46, 1946/47, 1947/48, 1948/49